# Superpuchar Polski w Koszykówce Mężczyzn 2020
Suzuki Superpuchar Polski w Koszykówce Mężczyzn 2020 – mecz koszykarski o Superpuchar Polski imienia Adama Wójcika, który odbył się 26 sierpnia 2020 w hali Arena Kalisz w Kaliszu.
W spotkaniu wzięły udział drużyny Stelmetu Enei BC Zielona Góra (mistrz Polski w sezonie 2019/2020) oraz Anwilu Włocławek (zdobywca Pucharu Polski w sezonie 2019/2020). Mecz rozpoczynał rozgrywki koszykarskie w Polsce w sezonie 2020/2021 i był pierwszym oficjalnym spotkaniem odbywającym się w kraju od marca 2020, gdy, ze względu na pandemię COVID-19, przedwcześnie zakończono rozgrywki w sezonie 2019/2020.
Superpuchar Polski zdobył Stelmet Enea BC, który pokonał Anwil 75:66. MVP meczu wybrany został Łukasz Koszarek z zielonogórskiej drużyny.

## Przed meczem

### Uczestnicy
Uczestnikami Superpucharu Polski w Koszykówce Mężczyzn 2020 zostały zespoły, które zwyciężyły w najważniejszych polskich rozgrywkach koszykarskich w sezonie 2019/2020 – Stelmet Enea BC Zielona Góra (mistrz Polski) i Anwil Włocławek (zdobywca Pucharu Polski). Drużyny z Zielonej Góry i Włocławka w poprzednich latach osiągały największe sukcesy w Polsce, triumfując w Polskiej Lidze Koszykówki nieprzerwanie od sezonu 2014/2015 – Stelmet Enea BC zdobywał mistrzostwo Polski w sezonach 2014/2015, 2015/2016, 2016/2017 oraz 2019/2020, a Anwil w sezonach 2017/2018 i 2018/2019.
Puchar Polski w sezonie 2019/2020 odbył się w formule „final eight” w dniach 13–16 lutego 2020 w warszawskiej Arenie Ursynów. W finale tych rozgrywek zwyciężył Anwil Włocławek, który pokonał Polski Cukier Toruń 103:96. Dla drużyny z Włocławka był to czwarty w historii triumf w Pucharze Polski po zwycięstwach w sezonach 1994/1995, 1995/1996 oraz 2006/2007. Stelmet z kolei w Pucharze Polski w sezonie 2019/2020 odpadł w półfinale, przegrywając z Polskim Cukrem Toruń 69:72.
Rozgrywki Polskiej Ligi Koszykówki w sezonie 2019/2020, ze względu na rozwój pandemii COVID-19, zostały zawieszone 12 marca 2020, a 18 marca 2020, za sprawą pandemii (w dniu wydania decyzji liczba wszystkich wykrytych przypadków w Polsce wynosiła 251), zarząd PLK SA podjął decyzję o ostatecznym zakończeniu zmagań w Polskiej Lidze Koszykówki w sezonie 2019/2020. Końcowa klasyfikacja rozgrywek została ustalona na podstawie tabeli ligowej uwzględniającej wszystkie mecze rozegrane do 12 marca 2020, w związku z czym tytuł mistrza kraju zdobył Stelmet Enea BC Zielona Góra, który wygrał 19 z 22 rozegranych spotkań. Złoty medal w sezonie 2019/2020 był piątym w historii klubu z Zielonej Góry, który w rozgrywkach najwyższej klasy rozgrywkowej poprzednio triumfował w sezonach 2012/2013, 2014/2015, 2015/2016 i 2016/2017. Anwil z kolei w sezonie 2019/2020 został sklasyfikowany na 3. pozycji.
Rok wcześniej w Superpucharze Polski triumfował Anwil Włocławek, który w rozgrywanym w Kaliszu meczu pokonał BM Slam Stal Ostrów Wielkopolski 95:66.
W sezonie 2019/2020 Anwil i Stelmet Enea BC rozegrały ze sobą dwa mecze ligowe, w których zielonogórski zespół okazał się lepszy od drużyny z Włocławka łącznie o 40 punktów, triumfując w meczu rozegranym w Zielonej Górze 101:77, a we Włocławku 95:79.

### Organizacja spotkania
W lipcu 2020 Polska Liga Koszykówki ogłosiła, że podobnie jak rok wcześniej, mecz o Superpuchar Polski odbędzie się w hali Arena Kalisz w Kaliszu. W obiekcie tym odbywał się wcześniej także Mecz Gwiazd Polskiej Ligi Koszykówki 2011. Sprzedaż biletów w cenie 50 (normalny) i 30 (ulgowy) złotych została uruchomiona 7 sierpnia 2020 – ich zakup był możliwy jedynie drogą internetową, a sprzedaż stacjonarna nie była prowadzona. W związku z trwającą w Polsce pandemią COVID-19 widzom udostępniono połowę z 3 tysięcy miejsc znajdujących się w kaliskiej hali, a na kibiców nałożono szereg, wynikających z rozporządzenia Rady Ministrów, obostrzeń sanitarnych dotyczących między innymi obowiązku noszenia maseczek, zachowania dystansu społecznego czy dezynfekcji rąk.
Sponsorem tytularnym meczu była firma Suzuki, która funkcję tę w przypadku Superpucharu Polski pełni od 2019. Partnerem głównym spotkania było Lotto, a oficjalnym partnerem zmagań zostało województwo lubelskie.
Transmisję telewizyjną z meczu przeprowadziła stacja Polsat Sport.

### Przygotowania
W obu zespołach przed sezonem 2020/2021 doszło do znaczących zmianach w składach, a drużyna z Włocławka zatrudniła również nowego pierwszego trenera (Dejan Mihevc zastąpił w tej roli Igora Miličicia).
Z Anwilu odeszło dziewięciu zawodników – Igor Wadowski, Chase Simon, Jakub Karolak, Chris Dowe, Michał Sokołowski, Rolands Freimanis, Szymon Szewczyk (MVP Superpucharu Polski 2019), Ricky Ledo oraz Shawn Jones (MVP Pucharu Polski 2019/2020), z poprzedniego sezonu pozostało trzech – Krzysztof Sulima, McKenzie Moore oraz Adam Piątek, a dołączyło do klubu dziesięciu nowych graczy (w tym dwóch (Zamojski i Radić), którzy w sezonie 2019/2020 grali w Stelmecie Enea BC) – Andrzej Pluta junior, Adrian Bogucki, Tre Bussey, Deishuan Booker, Garlon Green, Przemysław Zamojski, Ivica Radić, Walerij Lichodiej, Artur Mielczarek i Wojciech Tomaszewski.
Ze Stelmetu Enei BC odeszło z kolei dziesięciu graczy – Joe Thomasson, Ludvig Håkanson, Mikołaj Witliński, Drew Gordon, Przemysław Zamojski, Ivica Radić, Kacper Mąkowski, George King, Jarosław Zyskowski (MVP Polskiej Ligi Koszykówki 2019/2020) oraz Tony Meier (Meier w czerwcu 2020 przedłużył kontrakt z drużyną z Zielonej Góry na sezon 2020/2021, jednak miesiąc później zakończył karierę koszykarską), z poprzedniego składu pozostało trzech – Marcel Ponitka, Łukasz Koszarek oraz Kacper Traczyk, a do drużyny dołączyło ośmiu nowych zawodników – Filip Put, Cecil Williams, Geoffrey Groselle, Jānis Bērziņš, Gabriel Lundberg, Daniel Szymkiewicz, Blake Reynolds oraz Przemysław Karnowski (w momencie rozgrywania Superpucharu Karnowski przebywał w Stelmecie Enei BC na tzw. „próbnym kontrakcie” (ang. try-out), trenując jedynie indywidualnie), a do składu włączono również dwóch juniorów – Adama Forysiuka i Kacpra Poradę.
Przygotowania do sezonu 2020/2021 obu drużyn były utrudnione ze względu na problemy logistyczne przy przelotach do Polski zagranicznych zawodników, w wyniku których treningi w pełnych składach obu zespołów przed Superpucharem trwały tylko kilkanaście dni, a spośród sparingów tylko kilka rozegranych zostało w optymalnych zestawieniach. Zdaniem koszykarzy obu klubów sprawić miało to, iż mecz o Superpuchar nie odzwierciedli w pełni potencjału obu drużyn.
Anwil rozegrał osiem meczów sparingowych, z których wygrał pięć (z HydroTruckiem Radom, Kingiem Szczecin, Arged BMSlam Stalą Ostrów Wielkopolski, Polskim Cukrem Toruń i Spójnią Stargard) a przegrał trzy (z Astorią Bydgoszcz, Arką Gdynia i Startem Lublin). W trakcie przygotowań do sezonu 2020/2021 problemy zdrowotne powodujące konieczność przerwania treningów mieli Radić, Moore, Tomaszewski i Bussey. Stelmet Enea BC w meczach towarzyskich pokonał z kolei czeski BK Děčín, GTK Gliwice i Arkę, a przegrał ze Startem. Ze względu na wykrycie zakażenia COVID-19 w drużynie Śląska Wrocław odwołany został z kolei zaplanowany sparing Stelmetu Enei BC ze Spójnią. W ramach wspomnianych sparingów, kilka dni przed Superpucharem, obie drużyny wystąpiły w turnieju towarzyskim Anwil Basketball Cup 2020 we Włocławku, w którym Anwil przegrał oba mecze (z Arką i Startem), a Stelmet Enea BC przegrał ze Startem i pokonał Arkę.
Według kursów bukmacherskich nieznacznym faworytem meczu o Superpuchar był Anwil, jednak według ekspertów większe szanse na wygraną miał Stelmet Enea BC, który przed sezonem 2020/2021 był również typowany jako główny faworyt do zdobycia tytułu mistrza Polski (Anwil z kolei eksperci typowali jako potencjalnego medalistę Polskiej Ligi Koszykówki w sezonie 2020/2021).

## Podsumowanie meczu

### Raport
| 26 sierpnia 202020:00 | Stelmet Enea BC Zielona Góra               | 75:66(11:18, 19:13, 18:16, 27:19) | Anwil Włocławek                       | Arena Kalisz Sędzia: - Piotr Pastusiak, - Robert Mordal, - Michał Sosin |
| 26 sierpnia 202020:00 | Pkt:Lundberg 14 Zb:Ponitka 8 As:Koszarek 4 | 75:66(11:18, 19:13, 18:16, 27:19) | Pkt:Booker 25 Zb:Booker 8 As:Booker 5 | Arena Kalisz Sędzia: - Piotr Pastusiak, - Robert Mordal, - Michał Sosin |

### Statystyki

#### Stelmet Enea BC Zielona Góra
| Nr      | Zawodnik           | Pkt      | Czas gry | Za 2     | Za 2     | Za 3     | Za 3     | Z gry    | Z gry    | Za 1     | Za 1     | Zbiórki  | Zbiórki  | Zbiórki  | As       | F        | FW       | S        | P        | B        | BO       | EVAL     | +/−      |
| Nr      | Zawodnik           | Pkt      | Czas gry | C/W      | %        | C/W      | %        | C/W      | %        | C/W      | %        | A        | O        | Sum      | As       | F        | FW       | S        | P        | B        | BO       | EVAL     | +/−      |
| ------- | ------------------ | -------- | -------- | -------- | -------- | -------- | -------- | -------- | -------- | -------- | -------- | -------- | -------- | -------- | -------- | -------- | -------- | -------- | -------- | -------- | -------- | -------- | -------- |
| 1       | Gabriel Lundberg   | 14       | 20:27    | 2/5      | 40,0     | 3/8      | 37,5     | 5/13     | 38,5     | 1/3      | 33,3     |          | 1        | 1        | 3        | 5        | 2        | 4        |          |          |          | 4        | 4        |
| 2       | Kacper Porada      | Nie grał | Nie grał | Nie grał | Nie grał | Nie grał | Nie grał | Nie grał | Nie grał | Nie grał | Nie grał | Nie grał | Nie grał | Nie grał | Nie grał | Nie grał | Nie grał | Nie grał | Nie grał | Nie grał | Nie grał | Nie grał | Nie grał |
| 3       | Kacper Traczyk     | Nie grał | Nie grał | Nie grał | Nie grał | Nie grał | Nie grał | Nie grał | Nie grał | Nie grał | Nie grał | Nie grał | Nie grał | Nie grał | Nie grał | Nie grał | Nie grał | Nie grał | Nie grał | Nie grał | Nie grał | Nie grał | Nie grał |
| 4       | Adam Forysiuk      | Nie grał | Nie grał | Nie grał | Nie grał | Nie grał | Nie grał | Nie grał | Nie grał | Nie grał | Nie grał | Nie grał | Nie grał | Nie grał | Nie grał | Nie grał | Nie grał | Nie grał | Nie grał | Nie grał | Nie grał | Nie grał | Nie grał |
| 8       | Cecil Williams     | 6        | 22:13    | 1/5      | 20,0     | 0/2      | 0,0      | 1/7      | 14,3     | 4/4      | 100,0    | 3        | 2        | 5        | 1        | 5        | 2        | 1        | 2        |          |          | 7        | -1       |
| 11      | Marcel Ponitka     | 7        | 28:46    | 3/7      | 42,9     | 0/4      | 0,0      | 3/11     | 27,3     | 1/1      | 100,0    | 1        | 7        | 8        | 3        | 4        | 5        | 1        | 2        | 1        | 1        | 12       | 10       |
| 21      | Filip Put          | 2        | 10:53    | 1/2      | 50,0     | 0/1      | 0,0      | 1/3      | 33,3     |          |          |          | 1        | 1        |          | 1        |          | 2        |          |          |          | -1       | 1        |
| 22      | Daniel Szymkiewicz | 11       | 14:27    | 4/6      | 66,7     | 1/1      | 100,0    | 5/7      | 71,4     |          |          | 1        | 1        | 2        |          | 2        |          | 3        | 2        |          |          | 10       | -8       |
| 31      | Jānis Bērziņš      | 11       | 27:27    | 2/3      | 66,7     | 1/6      | 16,7     | 3/9      | 33,3     | 4/5      | 80,0     | 2        | 3        | 5        | 1        |          | 5        |          |          |          | 1        | 10       | 10       |
| 32      | Blake Reynolds     | 9        | 24:13    | 4/5      | 80,0     | 0/5      | 0,0      | 4/10     | 40,0     | 1/1      | 100,0    | 3        | 2        | 5        | 3        | 2        | 2        | 3        |          | 1        |          | 9        | 11       |
| 41      | Geoffrey Groselle  | 7        | 26:52    | 1/2      | 50,0     |          |          | 1/2      | 50,0     | 5/6      | 83,3     | 1        | 3        | 4        |          | 5        | 5        | 2        | 2        | 1        |          | 10       | 7        |
| 55      | Łukasz Koszarek    | 8        | 24:41    | 0/1      | 0,0      | 2/5      | 40,0     | 2/6      | 33,3     | 2/2      | 100,0    |          |          |          | 4        | 3        | 3        | 3        | 2        |          |          | 7        | 11       |
| Drużyna | Drużyna            | —        | —        | —        | —        | —        | —        | —        | —        | —        | —        |          | 4        | 4        | —        | —        | —        | —        | —        | —        | —        | —        | —        |
| SUMA    | SUMA               | 75       | 200:00   | 18/36    | 50%      | 7/32     | 21,9%    | 25/68    | 36,8%    | 18/22    | 81,8%    | 11       | 20       | 31       | 15       | 27       | 24       | 19       | 10       | 3        | 2        | 68       | —        |

#### Anwil Włocławek
| Nr      | Zawodnik             | Pkt | Czas gry | Za 2  | Za 2  | Za 3 | Za 3  | Z gry | Z gry | Za 1  | Za 1  | Zbiórki | Zbiórki | Zbiórki | As | F  | FW | S  | P  | B | BO | EVAL | +/− |
| Nr      | Zawodnik             | Pkt | Czas gry | C/W   | %     | C/W  | %     | C/W   | %     | C/W   | %     | A       | O       | Sum     | As | F  | FW | S  | P  | B | BO | EVAL | +/− |
| ------- | -------------------- | --- | -------- | ----- | ----- | ---- | ----- | ----- | ----- | ----- | ----- | ------- | ------- | ------- | -- | -- | -- | -- | -- | - | -- | ---- | --- |
| 0       | Andrzej Pluta        | 2   | 01:25    | 1/1   | 100.0 |      |       | 1/1   | 100.0 |       |       |         | 1       | 1       |    |    |    |    | 1  |   |    | 4    | 6   |
| 1       | Deishuan Booker      | 25  | 30:43    | 5/9   | 55.6  | 1/4  | 25.0  | 6/13  | 46.2  | 12/15 | 80.0  |         | 8       | 8       | 5  |    | 13 | 7  | 3  | 1 | 1  | 25   | -7  |
| 4       | Garlon Green         | 0   | 17:23    | 0/3   | 0.0   | 0/3  | 0.0   | 0/6   | 0.0   |       |       |         | 1       | 1       |    | 2  | 1  | 3  |    |   |    | -8   | -10 |
| 5       | Wojciech Tomaszewski | 0   | 01:25    | 0/1   | 0.0   |      |       | 0/1   | 0.0   |       |       |         |         |         |    |    |    | 1  | 1  |   |    | -1   | 6   |
| 7       | Krzysztof Sulima     | 7   | 25:33    | 3/4   | 75.0  | 0/1  | 0.0   | 3/5   | 60.0  | 1/2   | 50.0  | 5       | 2       | 7       |    | 3  | 1  | 3  |    |   | 1  | 8    | 4   |
| 8       | Przemysław Zamojski  | 8   | 28:57    | 1/1   | 100.0 | 1/5  | 20.0  | 2/6   | 33.3  | 3/4   | 75.0  | 1       | 3       | 4       |    | 3  | 3  | 2  | 2  | 1 |    | 8    | 1   |
| 11      | Walerij Lichodiej    | 0   | 13:11    |       |       | 0/2  | 0.0   | 0/2   | 0.0   |       |       |         | 3       | 3       |    | 3  | 1  | 1  | 1  |   |    | 1    | -8  |
| 15      | Adrian Bogucki       | 3   | 09:04    | 1/2   | 50.0  |      |       | 1/2   | 50.0  | 1/2   | 50.0  | 1       | 1       | 2       |    |    | 1  | 2  |    |   |    | 1    | -3  |
| 18      | Tre Bussey           | 2   | 08:33    | 1/1   | 100.0 | 0/3  | 0.0   | 1/4   | 25.0  | 0/2   | 0.0   |         | 2       | 2       |    | 2  | 1  | 1  |    |   |    | -2   | 1   |
| 40      | Ivica Radić          | 10  | 26:16    | 4/8   | 50.0  |      |       | 4/8   | 50.0  | 2/2   | 100.0 | 1       | 5       | 6       |    | 4  | 1  | 2  |    |   | 1  | 10   | -7  |
| 55      | Artur Mielczarek     | 2   | 18:25    |       |       | 0/2  | 0.0   | 0/2   | 0.0   | 2/2   | 100.0 | 1       |         | 1       |    | 3  | 2  | 1  | 1  |   |    | 1    | -15 |
| 94      | McKenzie Moore       | 7   | 19:05    | 1/3   | 33.3  | 1/1  | 100.0 | 2/4   | 50.0  | 2/4   | 50.0  | 1       | 4       | 5       | 2  | 4  | 3  | 3  | 1  |   |    | 8    | -13 |
| Drużyna | Drużyna              | —   | —        | —     | —     | —    | —     | —     | —     | —     | —     |         | 4       | 4       | —  | —  | —  | —  | —  | — | —  | —    | —   |
| SUMA    | SUMA                 | 66  | 200:00   | 17/33 | 51.5  | 3/21 | 14.3  | 20/54 | 37    | 23/33 | 69.7  | 11      | 34      | 45      | 7  | 24 | 27 | 27 | 10 | 2 | 3  | 55   | —   |